# Kranasovití
Kranasovití (Carangidae) jsou ryby vyskytující se v teplých mořích. Čeleď zahrnuje zhruba 150 druhů ve 30 rodech. Jsou příbuzní tuňákům a makrelám, odlišují se od nich výrazně zploštělým, při pohledu ze strany skoro kruhovitým tělem. Charakteristický vzhled kranasů dotváří vysoké čelo, vypoulené oči s tukovými víčky a trny před řitní ploutví, některé druhy mají řadu drobných ostnů podél postranní čáry. Kranasovití jsou dravci, jako rychlí a obratní plavci, patří k vyhledávaným sportovním rybám. Kranasi obecní (Trachurus trachurus) lovení v Černém moři se na českém trhu prodávají v konzervách pod obchodním názvem stavrida.
Největším představitelem čeledi je kranas obrovský (Caranx ignobilis), dorůstající délky přes metr a váhy až 80 kg.

## Taxonomie
Čeleď kranasovití se dělí do následujících podčeledí a rodů:
- Podčeleď Trachinotinae Gill, 1861[3]
  - Rod Lichia Cuvier, 1816
  - Rod Trachinotus Lacepède, 1801
- Podčeleď Scomberoidinae Gill, 1890[3]
  - Rod Oligoplites Gill, 1863
  - Rod Parona C. Berg, 1895
  - Rod Scomberoides Lacepède, 1801
- Podčeleď Naucratinae Bleeker, 1859[3]
  - Rod Campogramma Regan, 1903
  - Rod Elagatis F.D. Bennett, 1840
  - Rod Naucrates Rafinesque, 1810
  - Rod Seriola Bleeker, 1854
  - Rod Seriolina Wakiya, 1924
- Podčeleď Caranginae Rafinesque, 1815[3]
  - Rod Alectis Rafinesque, 1815
  - Rod Alepes Swainson, 1839
  - Rod Atropus Oken, 1817
  - Rod Atule D.S. Jordan & E.K. Jordan, 1922
  - Rod Carangoides Bleeker, 1851
  - Rod Caranx Lacepède, 1801
  - Rod Chloroscombrus Girard, 1858
  - Rod Decapterus Bleeker, 1851
  - Rod Gnathodon Bleeker, 1850
  - Rod Hemicaranx Bleeker, 1862
  - Rod Megalaspis Bleeker, 1851
  - Rod Pantolabus Whitley, 1931
  - Rod Parastromateus Bleeker, 1864
  - Rod Pseudocaranx Bleeker, 1863
  - Rod Selar Bleeker, 1851
  - Rod Selaroides Bleeker, 1851
  - Rod Selene Lacepède, 1802
  - Rod Trachurus Rafinesque, 1810
  - Rod Ulua D.S. Jordan & Snyder, 1908
  - Rod Uraspis Bleeker, 1855

K vybraným známějším zástupcům s českým jménem patří např.:
- kranas obecný (Trachurus trachurus)
- kranas senegalský (Caranx senegallus)
- kranas ostrovní (Caranx lugubris)
- kranas vysoký (Selene vomer)
- kranas Dumerilův (Seriola dumerili)
- kranas indický (Alectis indicus)
- lodivod mořský (Naucrates ductor)
- vidlatka zvědavá (Trachinotus falcatus), zvaná také pompano
- vidlatka palometa (Trachinotus goodei)